# 長野哲雄
長野 哲雄（ながの てつお、1949年 - ）は、日本の薬学者。主な業績は生体可視化プローブの理論的開発および応用に関する研究。東京都練馬区出身。薬学博士（東京大学、1977年）。元日本薬学会会頭。日本生命科学アカデミー会長。

## 経歴
- 1972年 - 東京大学薬学部薬学科卒業[2]
- 1977年 - 東京大学大学院薬学系研究科博士課程修了[2]
- 1977年 - 東京大学薬学部助手
- 1983年 - デューク大学医学部リサーチアソシエイト[2]
- 1986年 - 東京大学薬学部助教授[2]
- 1996年 - 東京大学薬学部教授
- 1997年 - 東京大学大学院薬学系研究科教授
- 2006年 - 東京大学生物機能制御化合物ライブラリー機構長
- 2010年 - 東京大学大学院薬学系研究科長・薬学部長[2]
- 2010年 - 東京大学創薬オープンイノベーションセンター特任教授
- 2013年 - 東京大学名誉教授
- 2014年 - 東京大学創薬オープンイノベーションセンター客員教授
- 2014年 - 医薬品医療機器総合機構理事[2]
- 2015年 - 東京大学創薬機構客員教授
- 2017年 - 昭和薬科大学常任監事

## 受賞歴
- 2000年 - 持田記念学術賞
- 2002年 - 山崎貞一賞
- 2003年 - 上原賞
- 2004年 - 島津賞
- 2018年 - 日本学士院賞

## 栄典
- 2006年 ‐ 紫綬褒章[3]

## 編著
- 『創薬化学』 夏苅英昭共編 東京化学同人 2004
- 『ケミカルバイオロジー』 長田裕之, 菊地和也, 上杉志成共編 共立出版 2008
- 『創薬化学 メディシナルケミストへの道』  東京化学同人 2018
- 『次世代医薬とバイオ医療』 東京化学同人 2022